# Trajectcontrole

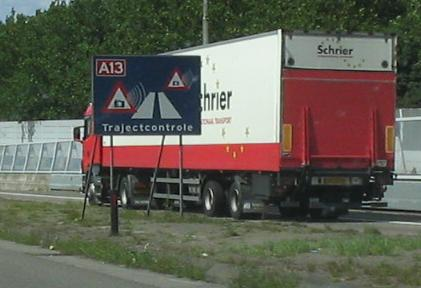
Trajectcontrole op de Nederlandse A13.

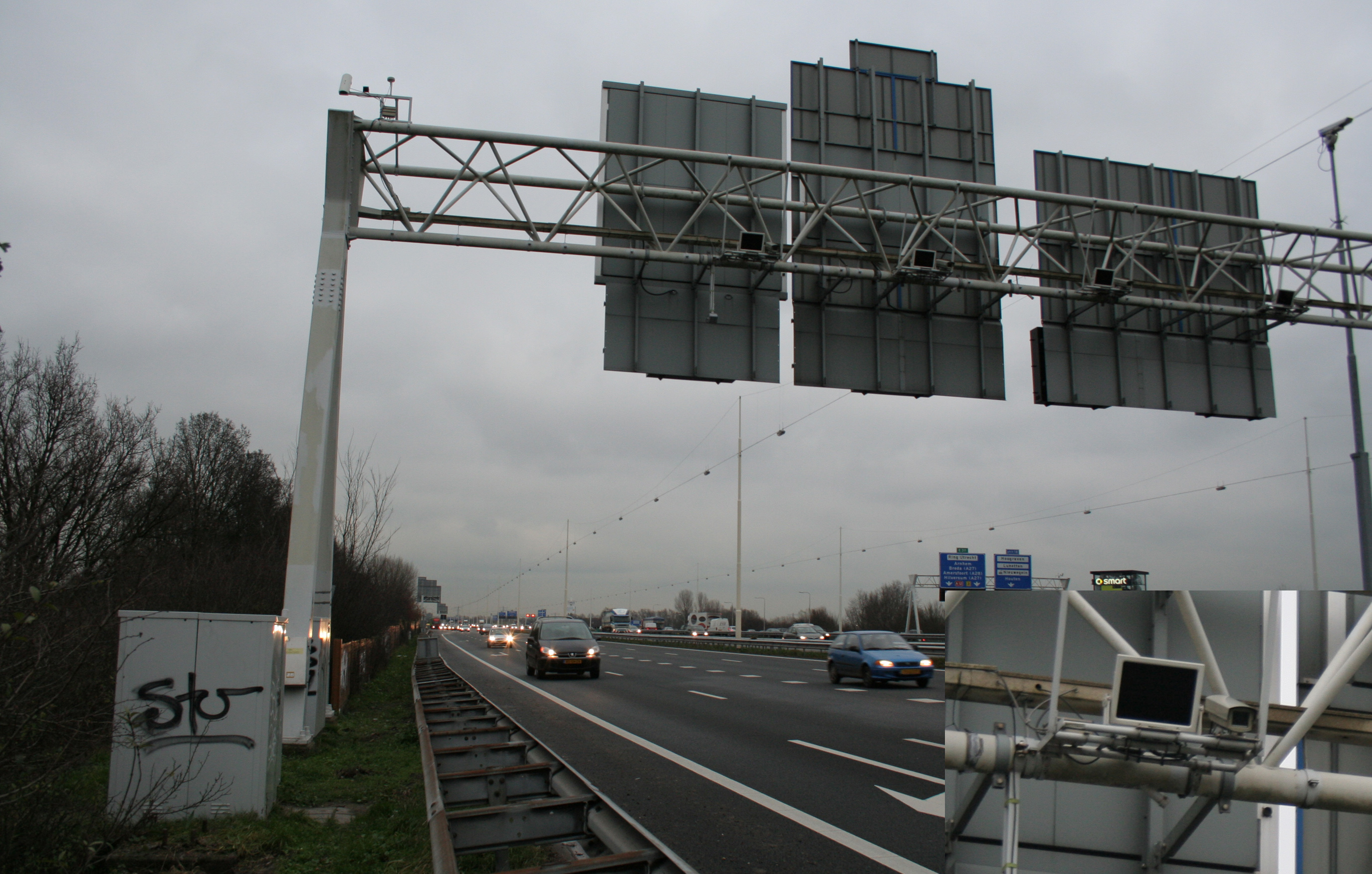
Een inmiddels verwijderde trajectcontrole-installatie op parallelbaan van de A12 in Utrecht. De systeemkast links werd door een aparte camera beveiligd.

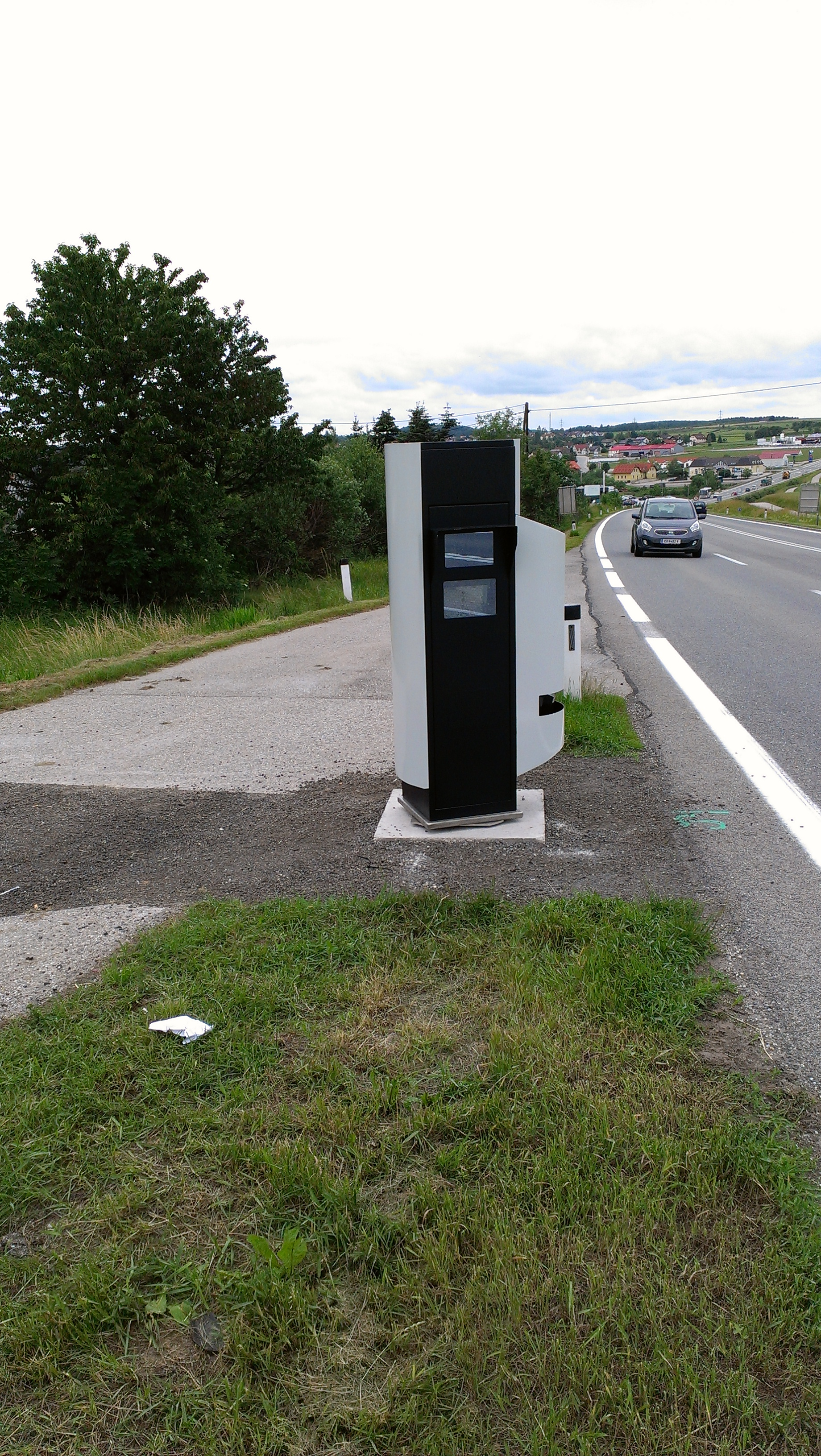
Trajectcontrole op een B-weg in Oostenrijk.

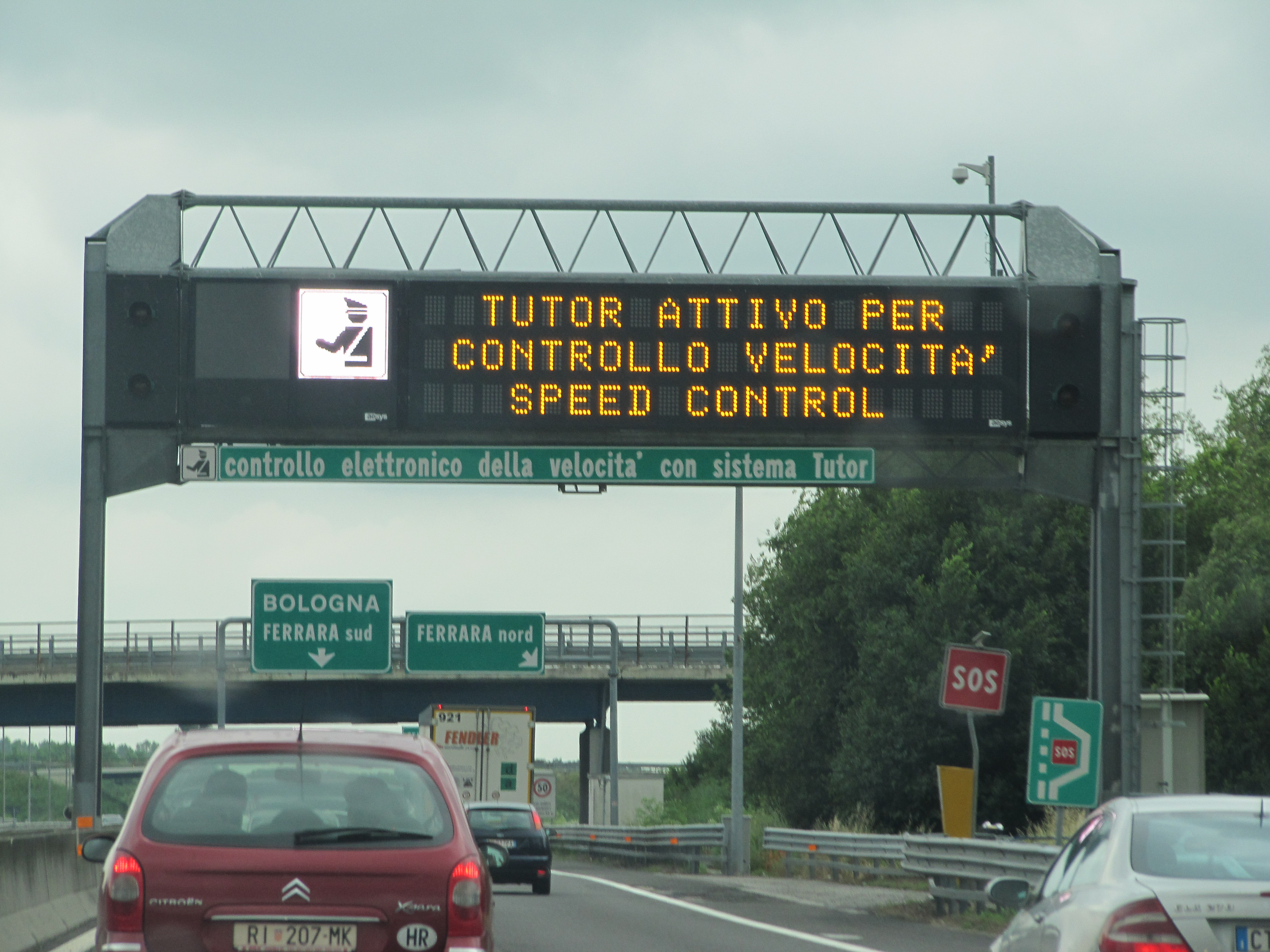
Trajectcontrole in Italië.

Trajectcontrole is een methode die de overheid gebruikt om het naleven van de maximumsnelheid te controleren. Meestal controleert men op deze manier voertuigen op autosnelwegen of autowegen, maar de methode kan ook gebruikt worden op waterwegen.

## Werking
Trajectcontrole controleert op twee plaatsen die een zekere afstand uit elkaar liggen, en bepaalt de gemiddelde snelheid op basis van de tijd tussen het passeren van de meetpunten. Als de meetpunten bijvoorbeeld een kilometer uit elkaar liggen dan zal een voertuig dat 120 km/u rijdt het traject in 30 seconden afleggen. Alle voertuigen die er korter over doen hebben sneller gereden.
Wanneer een voertuig de toegestane snelheid voor de voertuigklasse overschrijdt (een snelheidsovertreding), wordt het beeld van het voertuig onmiddellijk naar een centrale verstuurd waar een bekeuring kan worden verstuurd.
Traditioneel wordt een snelheidscontrole uitgevoerd door het plaatsen van radars of met laserguns. Deze technieken meten de snelheid van een voertuig op een enkele plaats en nemen een foto van elk voertuig dat sneller beweegt dan een ingestelde limiet. Het gevolg is dat te snel rijdende bestuurders die op de hoogte zijn van de locaties van de controle deze kunnen omzeilen door een korte snelheidsaanpassing. Dit zorgt ervoor dat deze controles niet het volle gewenste preventieve effect hebben. Bovendien geeft het plotseling remmen een onrustig verkeersbeeld en kan het gevaar opleveren voor andere weggebruikers. Alle foto's worden handmatig verwerkt, dit kost veel tijd. Voor onbemande controles geldt bovendien dat de foto's moeten worden opgehaald.
Trajectcontrole werkt op een andere manier: elk voertuig wordt aan het begin en aan het einde van het traject gefotografeerd met een digitale camera. Een computeranalyse van de foto identificeert elk voertuig aan de hand van uiterlijke kenmerken en/of het kenteken (ANPR) en is in staat om hetzelfde voertuig bij de tweede post wederom te herkennen. De afstand tussen de posten wordt gedeeld door het tijdsverschil voor elk voertuig, waardoor de gemiddelde snelheid over het traject bekend is. Uit het kenteken kan worden afgeleid wat de voertuigklasse is (hetgeen van belang kan zijn op plaatsen waar voor verschillende voertuigklassen, verschillende maximumsnelheden gelden). Op sommige trajecten vindt de controle met meer dan twee cameraposten plaats, voor ieder deeltraject wordt dan apart de gemiddelde snelheid bepaald. De hoogst gemeten snelheid bepaalt dan of er een bekeuring volgt en hoe hoog die is, er wordt over het gehele traject maximaal één bekeuring uitgeschreven. Indien geen snelheidsovertreding wordt geconstateerd, worden de opnamen gewist.
Trajectcontrole kan niet door 'even remmen' worden omzeild; men moet zich echt over het hele traject gemiddeld aan de maximumsnelheid houden. De meervoudige meting maakt het voor de automobilisten nog moeilijker om een snelheidsoverschrijding in een deel van het traject te compenseren met een lagere snelheid in de rest van het traject. Tevens is het mogelijk om vrachtverkeer op zijn eigen maximumsnelheid te controleren.

### Gevolgen / Resultaten
Enkele resultaten en gevolgen van trajectcontrole:
- In Italië is het aantal verkeersdoden met ongeveer 50% afgenomen op wegen met trajectcontrole.[1][2]

- Na analyse van de Belgische E40, blijkt dat er op het traject met trajectcontrole 15% à 30% minder ongevallen voorkwamen, het aantal lichte snelheidsovertredingen met 29% daalde, zware snelheidsovertredingen met 78% daalden en het verkeersbeeld rustiger werd door lagere snelheidsverschillen.[3][4]

- Nadat op de Belgische E40, tussen Erpe-Mere en Wetteren, in maart 2018 de trajectcontrole uitgeschakeld was, steeg in een jaar tijd het aantal (zware) verkeersongevallen met 38%.[5]

- In de periode dat er op de Zeelandbrug trajectcontrole aanwezig was, is het aantal verkeersongevallen flink afgenomen.[6][7]

- Uit onderzoek blijkt dat alle trajectcontroles in België ervoor gezorgd hebben dat er 50% minder zware verkeersongevallen plaatsgevonden hebben. [8] Er was een daling van 30% in het aantal ongevallen met letsel en een daling van 56% van ongevallen met zwaar letsel of dodelijke afloop als gevolg. Ook het verkeersbeeld werd rustiger.[9]

- Uit onderzoek naar de eerste trajectcontrole in Nederland blijkt dat trajectcontrole het aantal verkeersongevallen deed verminderen, de doorstroming deed verbeteren, geluidsoverlast afnam en er een afname van uitstoot van uitlaatgassen was.[10] Uit onderzoek blijkt dat in de periode dat de A12, ter hoogte van Arnhem, trajectcontrole er minder luchtvervuiling was dan toen de trajectcontrole verwijderd werd.[11]

- Onderzoek naar wegvakken met trajectcontrole in België heeft aangetoond dat het verkeersbeeld rustiger werd en agressief rijgedrag afnam vergeleken met wegen zonder trajectcontrole.

### Reistijd
Trajectcontrole wordt ook toegepast als methode om reistijden te meten op snel- en hoofdwegen. Op het begin- en eindpunt van een bepaald traject wordt elk voertuig gefotografeerd. Vervolgens wordt over alle voertuigen de gemiddelde reistijd berekend. Na vergelijking met de normale reistijd op het traject, kan de informatie gebruikt worden voor bijvoorbeeld verkeersinformatie.

## Trajectcontrole naar land

### België
In België werden de eerste proeven met betrekking tot trajectcontrole in april 2009 opgestart in Doornik en in de tunnel van Cointe in Luik. Later volgde ook een proef op de E17 ter hoogte van het viaduct van Gentbrugge in de richting van Kortrijk. Beboeten kon tijdens deze proeven niet omdat hiervoor nog een Koninklijk Besluit over het trajectcontrolesysteem moest worden getekend en de camera's gehomologeerd moesten worden. Begin november 2010 werd het Koninklijk Besluit getekend waardoor, volgens Vlaams minister voor Mobiliteit Hilde Crevits, het systeem "zes tot acht weken" later in gebruik kon worden genomen. Aangezien het Agentschap Wegen en Verkeer nog echter maandenlang moest wachten op de wettelijk vereiste testresultaten van een Nederlands meetkundig instituut, kon de eerste trajectcontrole (op de E17 ter hoogte van het viaduct van Gentbrugge) pas op 8 juni 2012 in gebruik worden genomen. In 2018 waren er 55 trajectcontroles actief op het wegennet van het Vlaams Gewest met een dekking van 146 km. Het betrof twee trajecten op de autosnelweg en 53 trajecten langs gewestwegen. Daarnaast plaatsten ook lokale besturen camerasystemen voor trajectcontrole op lokale wegen. Minister Peeters kondigde 19 nieuwe trajectcontroles voor 2021 aan, ook al worden de systemen geïnstalleerd sinds 2018 nog niet gehandhaafd gezien het verwerkingssysteem van de federale politie nog niet functioneert.
In het Brussels Hoofdstedelijk Gewest zijn de tunnels van de Kleine Ring in Brussel vanaf 2012 uitgerust met een snelheidscontrole op basis van trajectcontrole. De meetgegevens worden tevens gebruikt voor het informeren van de bestuurders, het continu berekenen van het aantal wagens in de tunnels en de regeling van de vereiste ventilatie van de tunnels.
De eerste trajectcontrole op waterwegen is op het Albertkanaal, waar schippers die te snel varen vervolgens langer aan de sluis moeten wachten. België heeft met deze vorm van trajectcontrole een primeur.

### Frankrijk
Frankrijk kent sinds 25 augustus 2012 trajectcontrole. Het wordt voornamelijk op N-wegen (les routes nationales) en overige secundaire wegen ingezet.

### Groot-Brittannië
In Groot-Brittannië wordt trajectcontrole op snelwegen toegepast en tevens vinden er mobiele trajectcontroles plaats tijdens wegwerkzaamheden. Het systeem wordt in in Groot-Brittannië SPECS genoemd.

### Italië
In Italië heet het trajectcontrolesysteem TUTOR en beslaat 2500 kilometer aan snelwegen door het gehele land. Het eerste systeem werd ingevoerd in 2004. Op trajecten met TUTOR blijkt het aantal verkeersdoden gedaald te zijn met 50%.

### Nederland

Verouderde kaart van trajectcontroles in Nederland in 2012. Trajectcontroles op autosnelwegen in donkerrood, trajectcontroles op provinciale wegen in donkergroen.

De Nederlandse politie maakt gebruik van trajectcontrole. Ten behoeve van de privacy worden alleen de opnames bewaard van de voertuigen die te snel hebben gereden. Van alle weggebruikers die in Nederland een trajectcontrole passeren krijgt twee à drie procent een bekeuring.
Voor buitenlanders heeft trajectcontrole voorlopig alleen effect voor Belgen, Duitsers en Zwitsers. Met deze landen kan het Centraal Justitieel Incassobureau informatie uitwisselen zodat ook hardrijders uit deze landen een bekeuring ontvangen. Over enige jaren zal dit voor heel Europa gelden. Een Europees project met de populaire naam VERA3 zorgt voor de noodzakelijke techniek om met alle Europese landen bekeuringen uit te wisselen.